# 루이빌 가든
루이빌 가든(영어: Louisville Gardens)은 미국 켄터키주 루이빌에 위치한 실내 경기장이다. 과거 IHL 루이빌 블레이즈, 루이빌 레벌스, 루이빌 슛팅 스타즈와 ABA 켄터키 커널스의 홈경기장으로 사용했다.
| ABA 올스타전 개최 경기장 |                           |                       |
| 1968년                   | 1969년 루이빌 컨벤션 센터 | 1970년                |
| 힝클 필드 하우스         | 1969년 루이빌 컨벤션 센터 | 페어그라운즈 콜리시엄 |
|                          |                           |                       |
|                          |                           |                       |